# Église Saint-Cloud d'Osmoy
L'église Saint-Cloud est une église catholique paroissiale située à Osmoy, en France. Elle fait partie de la paroisse de Saint-Cloud, dans le groupement paroissial de Houdan.

## Histoire

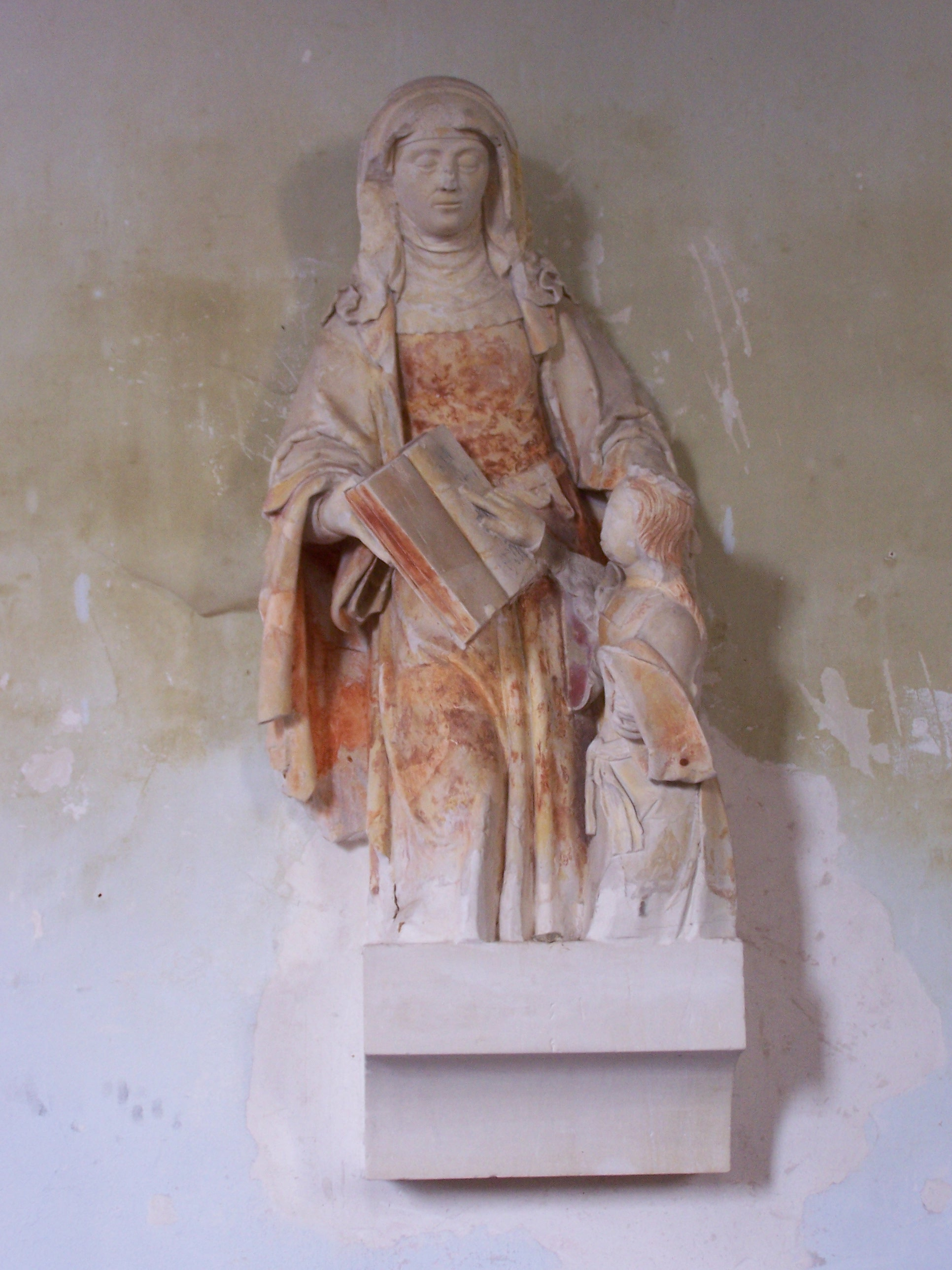
Statue de la Sainte-Vierge, XVe siècle-XVIe siècle.

Ces terres qui appartenaient à l'abbaye de Saint-Germain-des-Prés au IXe siècle, furent données en 1149 par Guillaume de Meheron à l’abbaye Sainte-Marie de la vallée de Josaphat, qui y fonda le prieuré de Notre Dame de Pitié d’Osmoy relevant de l’ordre de Saint-Benoît. Bien que l'église date du XVIIIe siècle, un plan de 1680 situe un lieudit appelé Le Moutier.
La chapelle Notre-Dame de la Pitié qui en hérita du nom fut détruite puis reconstruite plus loin en 1834.
Tous les 8 septembre, jour de la Nativité de la Vierge, il existait un pelérinage de l'église à la chapelle, pour vénérer une statue de Notre-Dame, en bois polychrome, datant du XVe siècle, et qui s'y trouve encore. Les fidèles faisaient alors le tour du village en portant cette statue, se rendant près d'une source miraculeuse où les enfants étaient bénis.

## Description
Cette église-grange est surmontée d'une tour octogonale terminée par un clocher de même plan, couvert d'ardoise. La toiture de la nef et du chœur est en revanche couverte de tuiles.

## Mobilier
On peut noter:

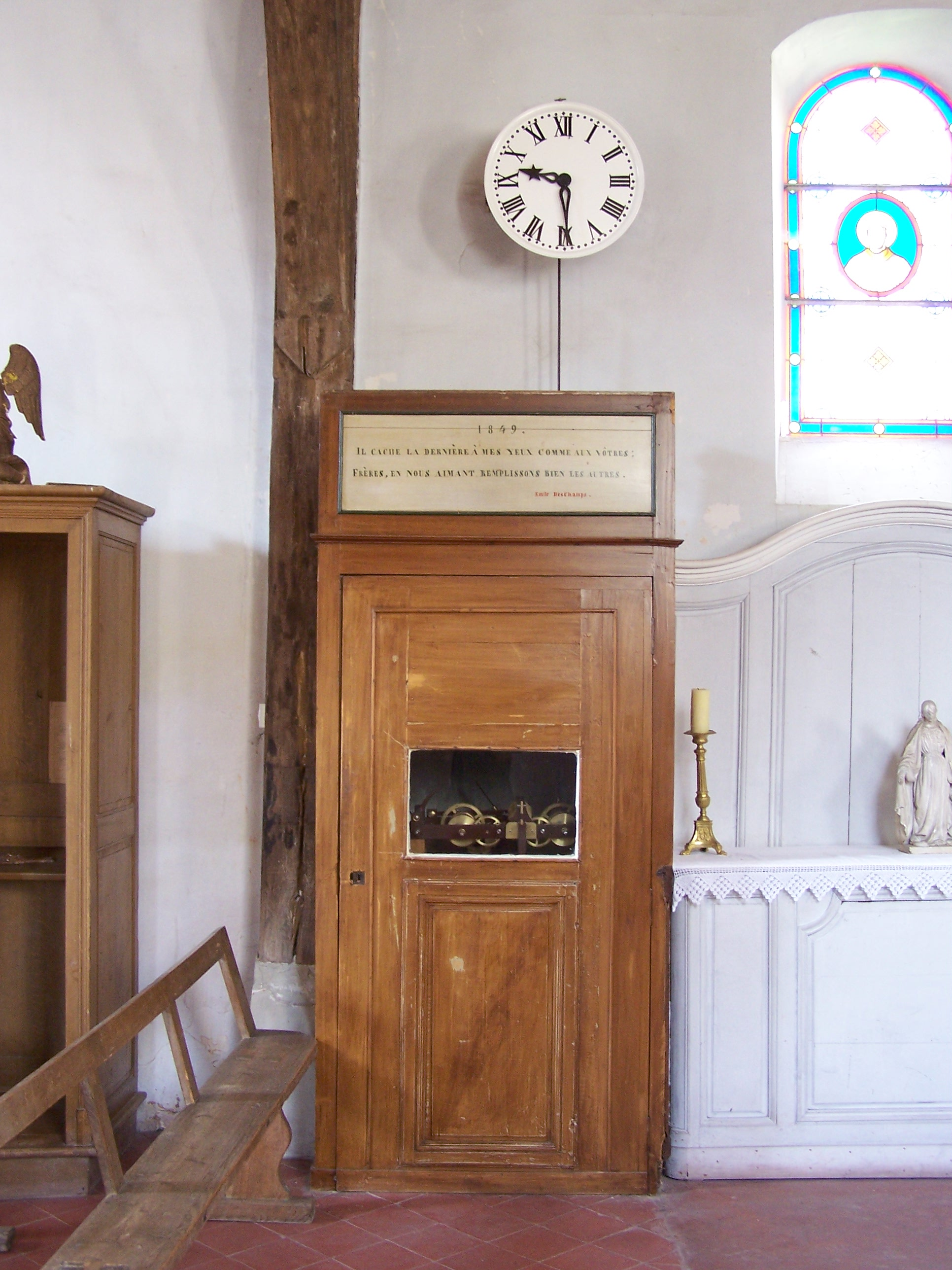
Horloge de l'église, 1849.

- Un groupe sculpté représentant l’Éducation de la Vierge, qui porte la main sur un livre que lui tend Sainte-Anne légèrement hanchée. Cette statue, datant du XVe siècle, et classée en 1969[10], fut reconstituée à la fin du XXe siècle à partir de nombreux morceaux retrouvés dans les murs de l’église.
- Une horloge de 1849, sur laquelle sont gravés deux vers du poète Émile Deschamps :

```
« Il cache la dernière à mes yeux comme aux vôtres. Frères, en nous aimant, remplissons bien les autres ».
```